# 昂谢
昂谢（法語：Anché，法語發音：[ɑ̃ʃe] ⓘ）是法国安德尔-卢瓦尔省的一个市镇，位于该省西南部，属于希农区。

## 地理
昂谢（47°8'17"N, 0°18'32"E）面积7.99 平方千米，位于法国中央-卢瓦尔河谷大区安德尔-卢瓦尔省，该省份为法国中西部省份，北起萨尔特省、东北接卢瓦-谢尔省，东南接安德尔省，南至维埃纳省，西临曼恩-卢瓦尔省。
与昂谢接壤的市镇（或旧市镇、城区）包括：克拉旺莱科托、莱姆雷、利格雷、里维耶尔、萨济伊。

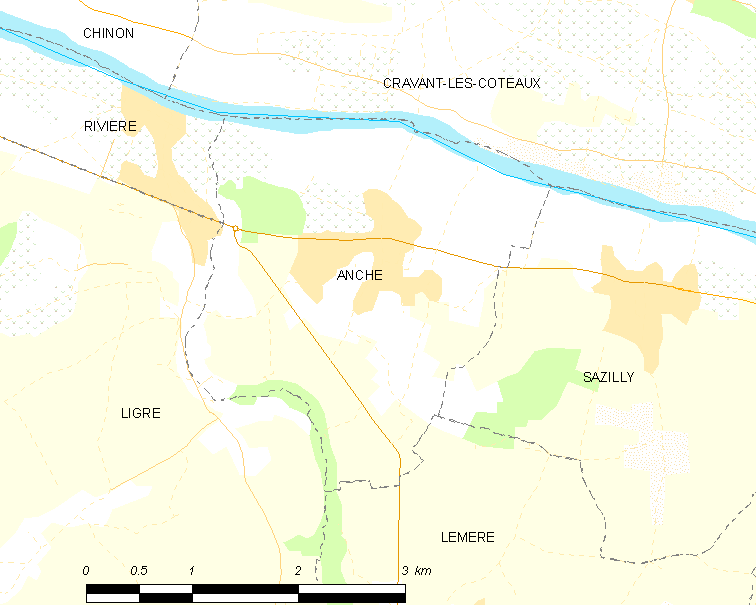
昂谢的OSM定位图

昂谢的时区为UTC+01:00、UTC+02:00（夏令时）。

## 行政
昂谢的邮政编码为37500，INSEE市镇编码为37004。

## 政治
昂谢所属的省级选区为图赖讷地区圣莫尔县。

## 人口

1962-2008年间昂谢人口变化图示

昂谢于2022年1月1日时的人口数量为429人。